# Anselm Franz von Ritter zu Groenesteyn
Der Reichsfreiherr Anselm Franz von Ritter zu Groenesteyn (auch: von Grünstein) (* 15. September 1692; † 31. Mai 1765 in Kiedrich) war ein kurmainzischer Kämmerer, Hofmarschall, zeitweise Vitztum (Statthalter) sowie Architekt.

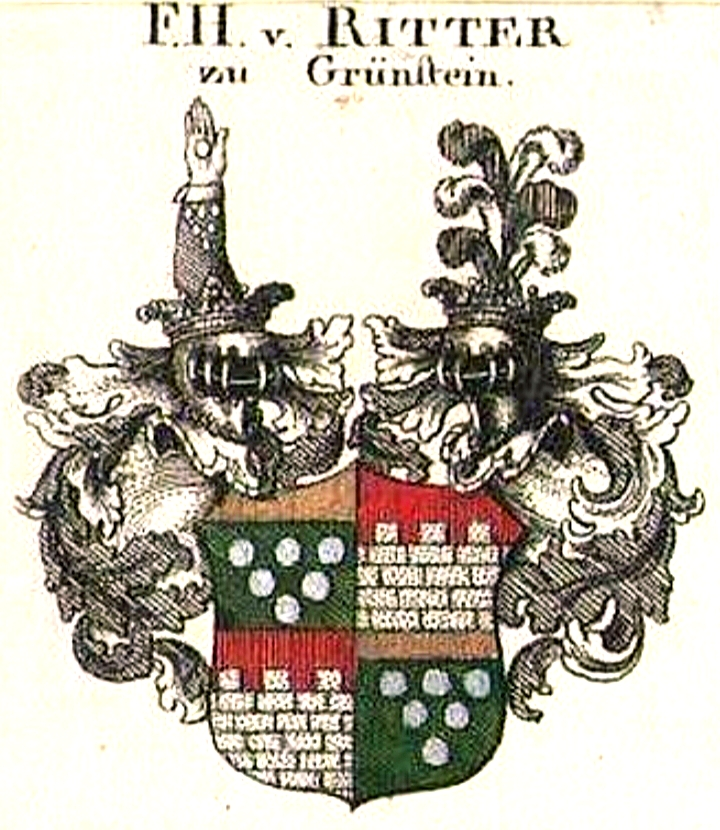
Wappen derer Freiherren von Ritter zu Grünstein: Allianzwappen der Familien de Ridder und van Groenesteyn

## Familie
Anselm Franz Reichsfreiherr von Ritter zu Groenesteyn war das erste Kind des Kurmainzer Hofgerichtspräsidenten und Geheimen Rates Caspar Wilhelm Reichsfreiherr von Ritter zu Groenesteyn und dessen Frau Odilia Anna Maria geborene Freiin Spies von Büllesheim.
Die Familie de Ridder wurde urkundlich 1240 in der Ritterschaft des Erzstiftes Utrecht erstmals erwähnt. Seit 1405 nennt sich ein Zweig der Familie nach dem Stammgut Groenesteyn.

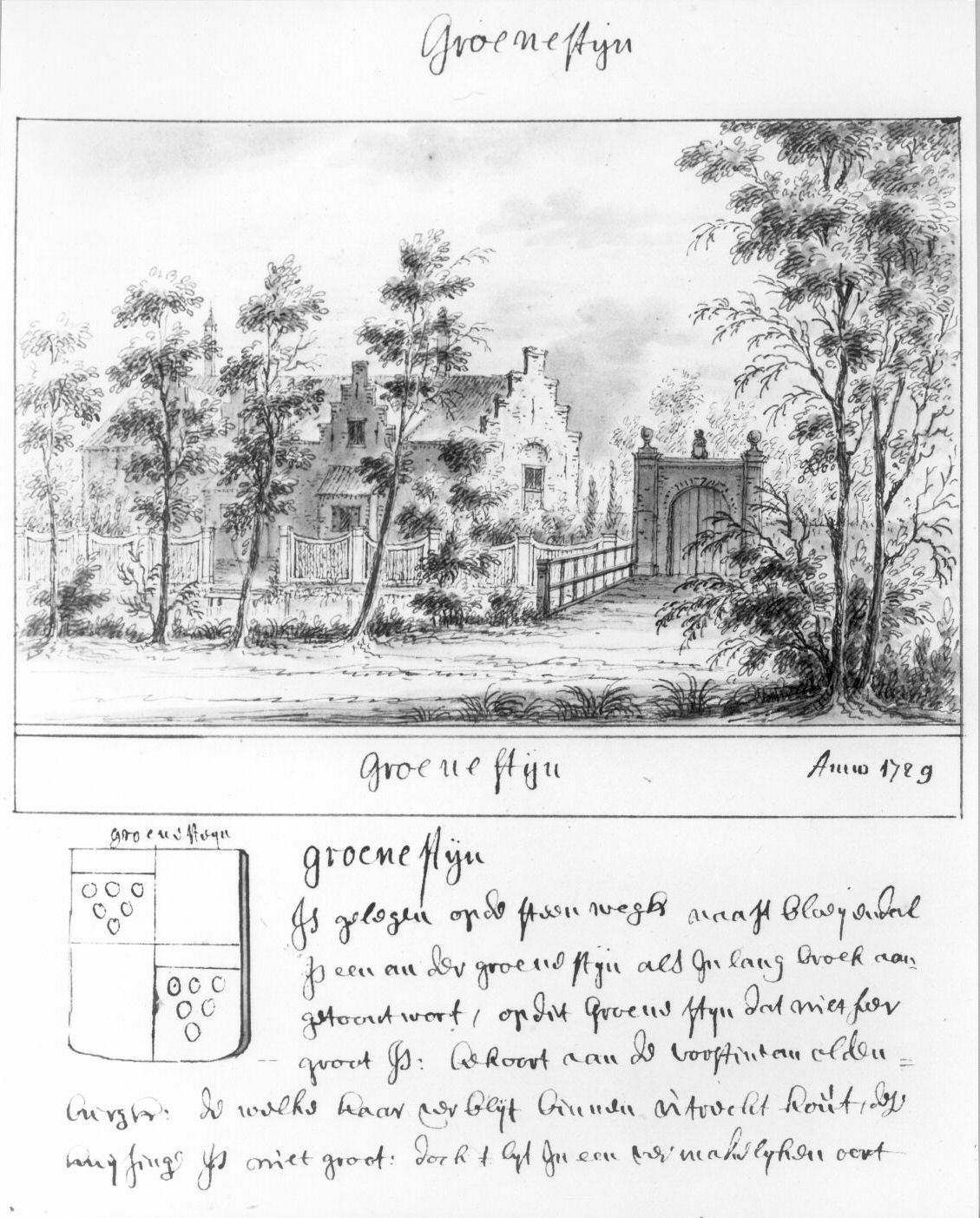
Stammhaus Groenesteyn, 1729.

Stefan von Ritter zu Groenesteyn (* 1606; † 29. Oktober 1657), der Großvater von Anselm Franz, trat 1627 im Dreißigjährigen Krieg in kaiserliche Dienste und war 1640 unter dem eingedeutschten Namen Stefan von Ritter zu Groenesteyn kaiserlicher Rittmeister in der Leibgarde des Mainzer Kurfürsten Anselm Casimir Wambolt von Umstadt. Stefan von Ritter zu Groenesteyn heiratete am 20. Januar 1640 Anna Ursula Freiin von Schwalbach. Sie war das einzige Kind von Wolff Adam Freiherr von Schwalbach und dessen Frau Anna Juliana geborene Gräfin von Eltz. Hierdurch kam er in den Besitz umfangreicher Güter in Kurmainz, darunter die freiadligen Güter zu Kiedrich und Rüdesheim. Am 23. November 1648 wurde Stefan von Ritter zu Groenesteyn Mitglied der rheinischen Reichsritterschaft und am 26. Februar 1653 erfolgte die Standeserhöhung zu Reichsfreiherren.
Stefan von Ritter zu Groenesteyn hatte zwei Söhne: Caspar Wilhelm von Ritter zu Groenesteyn († 11. April 1729), der Vater von Anselm Franz, und Daniel von Ritter zu Groenesteyn, später Vizedom in Erfurt. Er war der Vater des Damian von Ritter zu Grünstein.
Caspar Wilhelm von Ritter zu Groenesteyn wurde 1674 Hofgerichtspräsident und 1691 Geheimer Rat. Sein erstgeborener Sohn war Anselm Franz von Ritter zu Groenesteyn. Taufpate war Kurfürst Anselm Franz von Ingelheim. Seine Frau starb zwei Jahre später am 6. September 1739 bei der Geburt des ersten Kindes.

## Leben
1706 begannen Anselm Franz von Ritter zu Groenesteyn und sein Bruder Heinrich Valentin ihre Studien an der Universität Mainz. Zunächst handelte es sich um eine schulische Ausbildung an der dortigen Lateinschule. Danach studierte er Rechtswissenschaften. Das Studium schloss er mit der Promotion zum Dr. jur. ab. Die (in lateinischer Sprache abgefasste) Doktorarbeit über Ausgewählte Rechtsfragen über die Natur des Lotteriewesens wurde am 14. November 1714 veröffentlicht.
1716 bis Ende 1717 bereisten die Brüder auf einer Kavalierstour Europa. Insbesondere der Besuch in Paris war für die spätere Architekturtätigkeit Anselm Franz von hoher Bedeutung, da er dort mit der führenden Architektur Europas vertraut wurde.
In den Kurstaat zurückgekehrt ernannte der Kurfürst Lothar Franz von Schönborn Anselm Franz am 14. Mai 1718 zum wirklichen Kämmerer. Am 18. April 1719 erhielt er Sitz und Stimme im Hofrat und Hofgericht des Erzstiftes Mainz. Lothar Franz von Schönborn wurde auf den jungen Adligen aufmerksam und teilte mit ihm seine Begeisterung für das Bauwesen. In der Folge arbeitete Anselm Franz an einer Vielzahl von Baumaßnahmen für das Erzstift bzw. für Familienmitglieder derer von Schönborn an führender Stelle mit.
Mit dem Tod des Vaters 1729 erbte Anselm Franz die elterlichen Besitzungen und den Familiensitz in Kiedrich. Am 30. Januar 1730 ernannte Franz Ludwig von Pfalz-Neuburg Anselm Franz Reichsfreiherr von Ritter zu Groenesteyn zum Oberbaudirektor der Kurstaates. Er sollte „die Oberinspektion und Direktion über alles Bauwesen und bey dero hofliegen Lust undt garten bowen, auswendigen ambtshäusern und Kellereyen“ übernehmen.
Am 13. Oktober 1737 heiratete Anselm Franz Anna geborene Gräfin von Eltz-Kempenich, die Tochter des Kurtrierer und mainzischen Geheimen Rates, Erzmarschalls und Landhofmeisters Graf Karl Anton Ernst von Eltz-Kempenich, eine Nichte des Kurfürsten.
Am 13. Oktober 1740 wurde er zusätzlich zum Amtmann der Ämter Hausen und Orb ernannt. Am 6. Oktober 1741 erhielt er das durch die Beförderung Friedrichs Graf von Stadion zum Obermarschall freigewordene Amt des Oberhofmarschalls sowie den Titel eines Geheimen Rates.
Am 16. April 1743 heiratete Anselm Franz in zweiter Ehe Maria Anna Rosina geborene Freiin von Ebersberg, die Tochter des kurmainzischen Kämmerers und Obersten Ernst Friedrich von Ebersberg. Diese Ehe endete bereits am 16. Juli 1743 mit dem Tod der Ehefrau.
Am 28. Dezember 1743 heiratete er in dritter Ehe Eleonore Franziska Freiin von Riedt, die Tochter des kurmainzischen Geheimrats und Festungskommandanten Philipp Wilhelm Freiherr von Riedt. Aus der Ehe gingen vier Kinder hervor, die alle im Kindesalter starben.
Am 19. Dezember 1750 wurde er krankheitsbedingt als Hofmarschall entlassen und zum Vizedom des Rheingaus ernannt.

## Architekturwerk

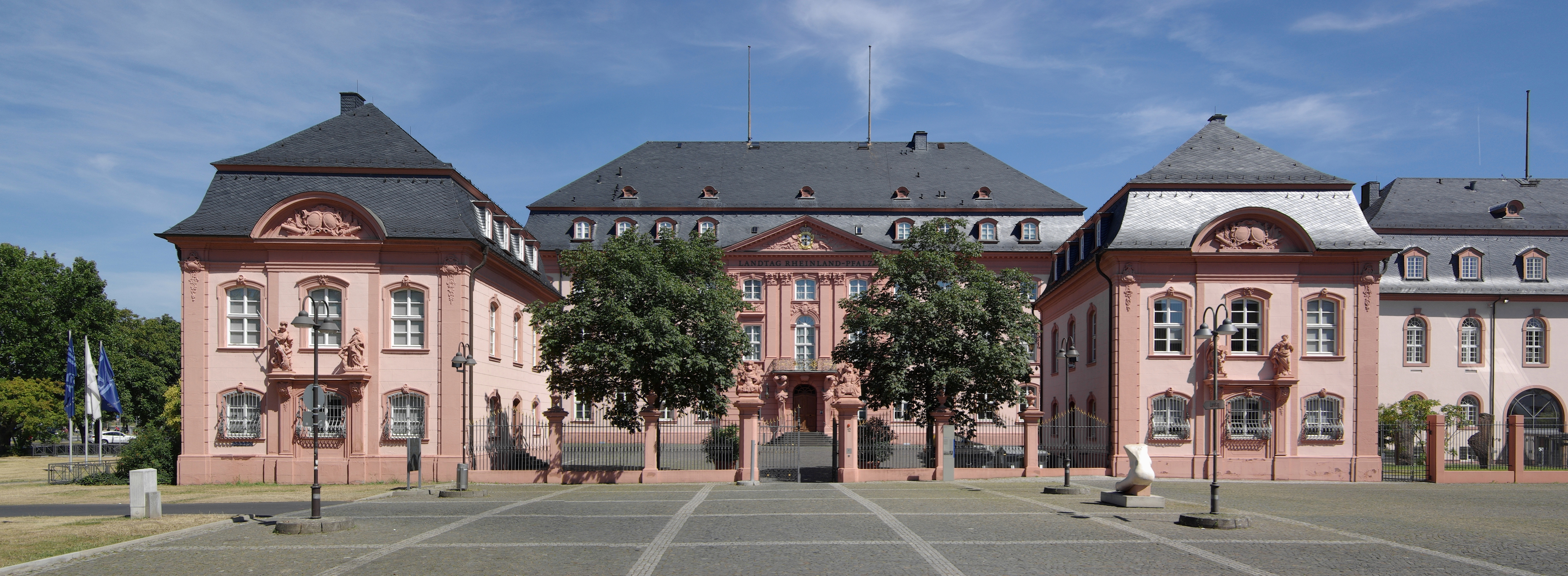
Deutschordenshaus, Mainz (Vorderansicht)

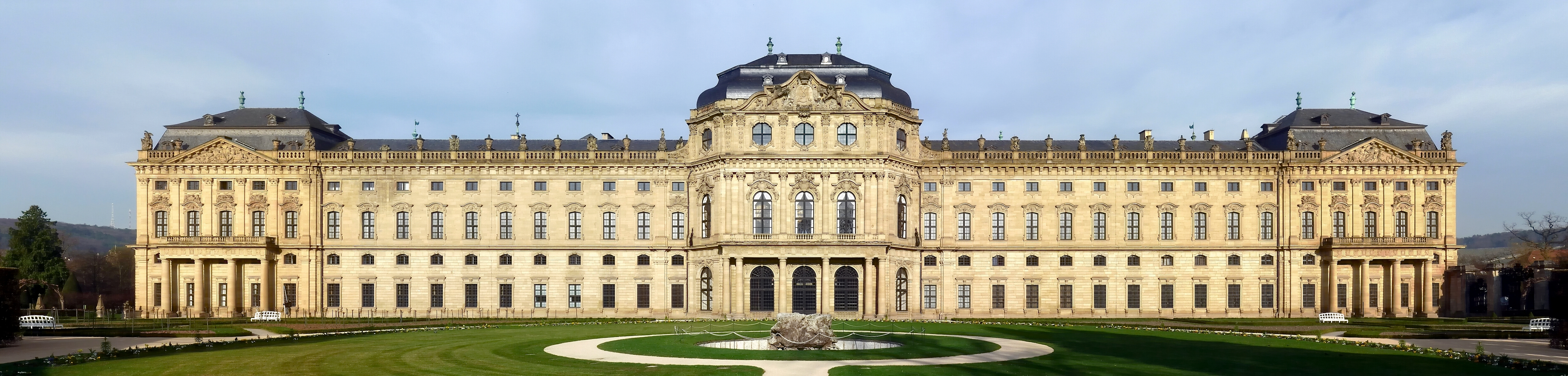
Würzburger Residenz (Gartenansicht)

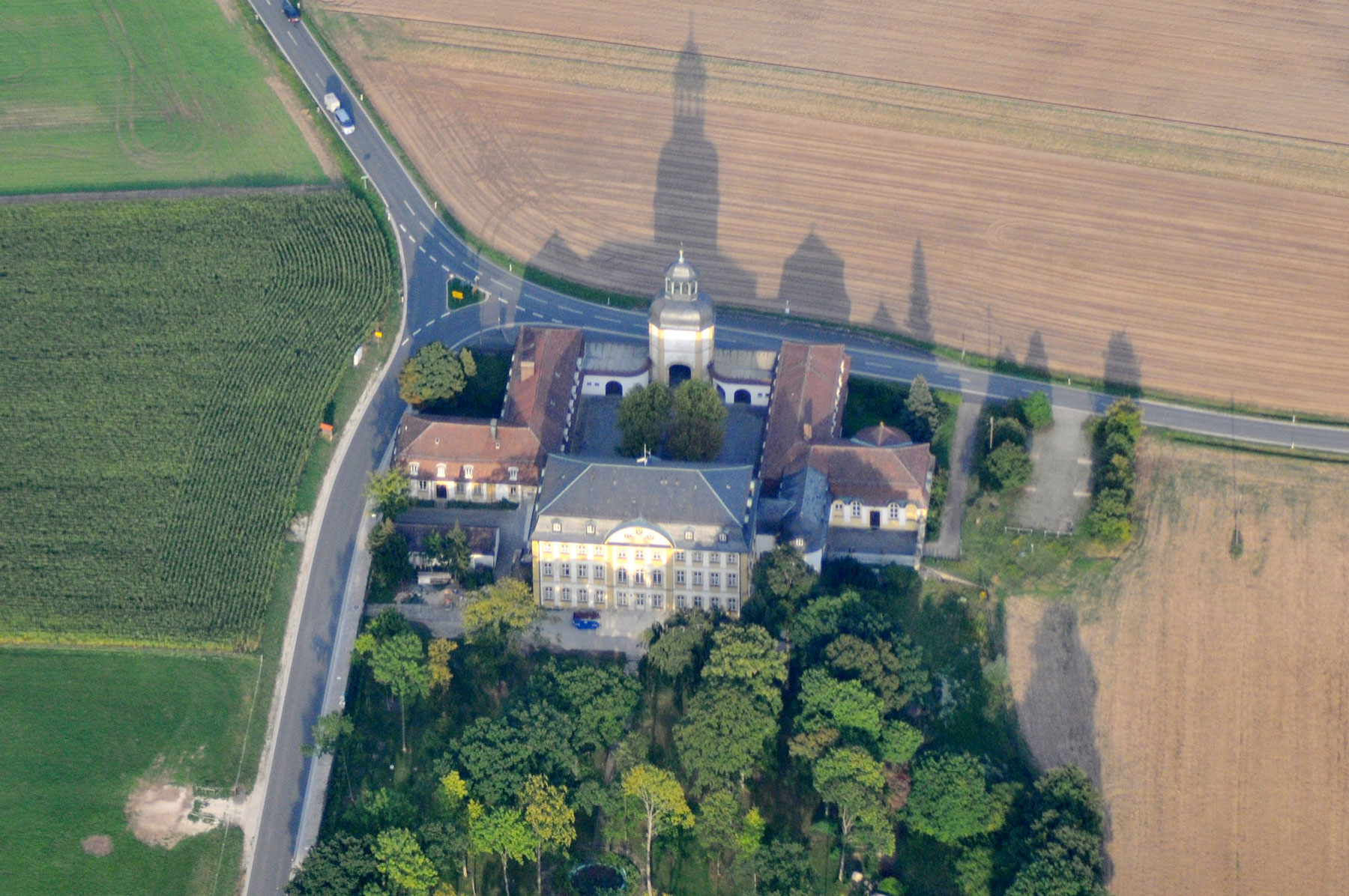
Schloss Jägersburg, Eggolsheim

Er war an vielen Großbaumaßnahmen im Einflussgebiet der Familie der Fürstbischöfe von Schönborn beteiligt. So plante bzw. wirkte er in Teilbereichen bei diesen Bauten mit:
- Orangerie- und Fasaneriegebäude des Schloss-Komplexes Weißenstein (1719)
- Deutschhaus Mainz (Deutschordenshaus)
- Stadioner Hof in Mainz
- Bassenheimer Hof in Mainz
- Lustschloss Favorite in Mainz
- Barockschloss Bruchsal, der neuen Residenz des neuberufenen Speyerer Bischofs
- Würzburger Residenz
- Schloss Jägersburg, der Sommerresidenz des Bamberger Fürstbischofs in Eggolsheim/Landkreis Forchheim
- Abtskirche des Klosters Banz/Franken
- Abtskirche des Klosters Amorbach/Odenwald
- Steinerne Balustrade des Schlosses Biebrich in Wiesbaden
- Stadionsches Schloss, ein Schloss im Stil des Rokoko in Bönnigheim im Landkreis Ludwigsburg.
- Kloster Gößweinstein

Den durch Heirat der Erbtochter mit Großvater Stefan in Familienbesitz gekommenen Schwalbacherhof in Kiedrich (Rheingau) ließ er niederlegen und errichtete dort 1730 das Schloss Groenesteyn, eine barocke Dreiflügel-Anlage mit Kapelle. Als Stuckateur wählte er den Mainzer Georg Hennicke aus, einen Schüler des Franzosen Jean Bérain, der auch in der Wallfahrtskirche zum heiligen Blut in Walldürn arbeitete. Das Schloss ist noch im Familienbesitz.